# 藤原惺窩
藤原惺窩（1561年2月8日—1619年10月19日）是日本戰國時代至江戶時代前期的儒學者。以本姓藤原氏和籐氏為公稱。父親是冷泉為純。

## 生平
永祿4年（1561年），家中三男。在下冷泉家的所領播磨國三木郡（美嚢郡）（現今兵庫縣三木市）出生。
因為不是長男，在上洛後，進入相國寺並成為禪僧，學習朱子學。本來為了深入了解儒學而留學明朝，於是前往九州正龍寺，打算從山川港渡海，不過最終沒能成功。在與朝鮮儒者姜沆交流後，加上從五山僧習得的部份儒學，創立京學派。雖以朱子學為基礎，亦接受陽明學等相異的學派。另外，亦通曉和歌和日本經典，與歌人木下長嘯子為友。曾為豐臣秀吉和德川家康等講授儒學，並辭退家康的仕官邀請，推薦弟子林羅山代為出仕。
因為實家下冷泉家被播磨的戰國大名別所氏攻滅，擁立弟弟為將為新任當主，盡力再興下冷泉家。在元和5年（1619年）死去。享年59歲。兒子為景在後來成為下冷泉家當主。

## 弟子
- 林羅山
- 那波活所（日语：那波活所）
- 松永尺五（日语：松永尺五）
- 堀杏庵（日语：堀杏庵）
- 石川丈山
- 片山良庵
- 角倉素庵
- 戶田為春等

## 人物
- 被稱為近世日本儒學之祖，弟子中的林羅山、那波活所、松永尺五、堀杏庵被稱為惺門四天王。
- 為了記念藤原惺窩，出生地兵庫縣三木市細川町有「生誕之地」（生誕の地）的石碑和銅像。

## 外部連結
- 武家家伝＿細川(下冷泉)氏 （页面存档备份，存于）
- 藤原惺窩 生誕地 / 三木市